# Všechny cesty vedou do krimu
Všechny cesty vedou do krimu (v anglickém originále We're on the Road to D'ohwhere) je 11. díl 17. řady (celkem 367.) amerického animovaného seriálu Simpsonovi. Scénář napsal Kevin Curran a díl režírovala Nancy Kruseová. V USA měl premiéru dne 29. ledna 2006 na stanici Fox Broadcasting Company a v Česku byl poprvé vysílán 3. února 2008 na stanici ČT2.

## Děj
Při dovádění v technické místnosti Springfieldské základní školy spustí Bart a Milhouse masivní únik páry, který školu zničí. Milhouse vyvázne bez trestu, nicméně ředitel Skinner navrhne, aby byl Bart poslán do tábora pro problémové děti, jenž se nachází v Portlandu v Oregonu. Mezitím Vočko oznámí, že Homera, Lennyho, Carla a Barneyho pohostí tím, že jim pronajme minivan a vezme je na výlet do Las Vegas poté, co se kvůli pokusu o sebevraždu soudil s firmou vyrábějící vadnou smyčku na lano a vydělal na tučném odškodném. Zatímco si ostatní balí zavazadla a nakládají je do minivanu poblíž Vočkovy hospody, Homer veze Barta na letiště, aby ho před cestou do Vegas poslal do tábora. Zjistí se však, že Bart je na seznamu osob, které nesmějí létat, a to od incidentu v Atlantě, kde si Bart rozepnul bezpečnostní pás dříve, než letadlo stihlo úplně zastavit. 
Homer tak musí Barta do tábora odvézt a je naštvaný, že přijde o výlet do Vegas se svými přáteli. Když zastaví v bistru u silnice, Bart předstírá, že Homera respektuje, aby unikl; jeho plán vyjde a on se vydá domů. Poté však neochotně zachrání Homera, který málem sjede z útesu, a brzy jsou opět na cestě, nyní s Bartem připoutaným řetězem a přilepeným lepicí páskou na sedadle, protože mu Homer již nevěří. Homer dostane Barta do tábora a nechá ho tam, zatímco Bart smutně sleduje, jak Homer neochotně odjíždí. Při cestě do Vegas se Homer začne cítit provinile a rozhodne se přivést Barta zpět. Mezitím si Bart pobyt v táboře náležitě užívá a začíná si uvědomovat, že se nemusí cítit dobře, když dělá lumpárny, dokud neuvidí, jak Homer srazí autem koně. Posléze odjede s Homerem do Vegas výměnou za to, že z auta smyje koňskou krev. 
Mezitím Marge a Líza uspořádají zahradní výprodej a prodají všechny Homerovy a Bartovy věci s úmyslem použít výtěžek na nákup cetek a kuriozit. Zpočátku je akce naprostým propadákem, dokud Otto nezjistí, že Marge prodává prošlé rodinné léky na předpis. Ačkoli se Marge zdráhá, brzy prodejem léků na předpis vydělá spoustu peněz, ale šéf Wiggum nakonec tento plán odhalí a zatkne ji. Líza se vrátí domů ze školy a pustí si dva telefonní vzkazy: jeden od Marge, která prosí Homera o peníze na kauci, a druhý od Homera, jenž se dostal do Vegas, ale skončil ve vězení, protože se popral a ztratil Barta. Líza řekne Maggie, že čekala na den, kdy ony dvě budou jediní členové rodiny, kteří se o sebe budou muset postarat sami, a prohlásí, že si ráno začne hledat práci.

## Přijetí
Ve Spojených státech díl během premiéry sledovalo 9,04 milionu diváků.
Chris Morgan ze serveru Vents Magazine zařadil díl na předposlední seznamu hodnocení dílů 17. řady.
Patrick D. Gaertner ze serveru Puzzled Pagan uvedl, že ho díl štve, a pokračoval: „Možná je to tím, že jestli je v téhle fázi seriálu nějaká recyklovaná zápletka víc našlapaná než ‚manželství Homera a Marge je v troskách‘, tak je to ‚Bart něco provedl ve škole a je to zase poslední kapka‘. Oni vážně dělají pořád tu samou zápletku a je to tak směšné. Jen před hrstkou dílů se Skinner domníval, že dal krysy do koláče, a vyloučil ho. Ale teď je zpátky, provedl něco špatného a je znovu vyhozen ze školy, aby mu udělali něco směšného. A ani tu směšnou věc neudělají! Celé je to jen o tom, že Bart a Homer jedou na příšerný výlet, než se Homer rozhodne, že ho tam nechce nechat. V tomhle díle prostě nic není. Prostě se to vůbec nerozjelo a připadalo mi, že se to točí v kruhu. Jako by tam nebylo třetí dějství. Možná mě jen ubíjí klesající kvalita seriálu, ale tahle epizoda je fakt o ničem.“.